# 아메리칸강

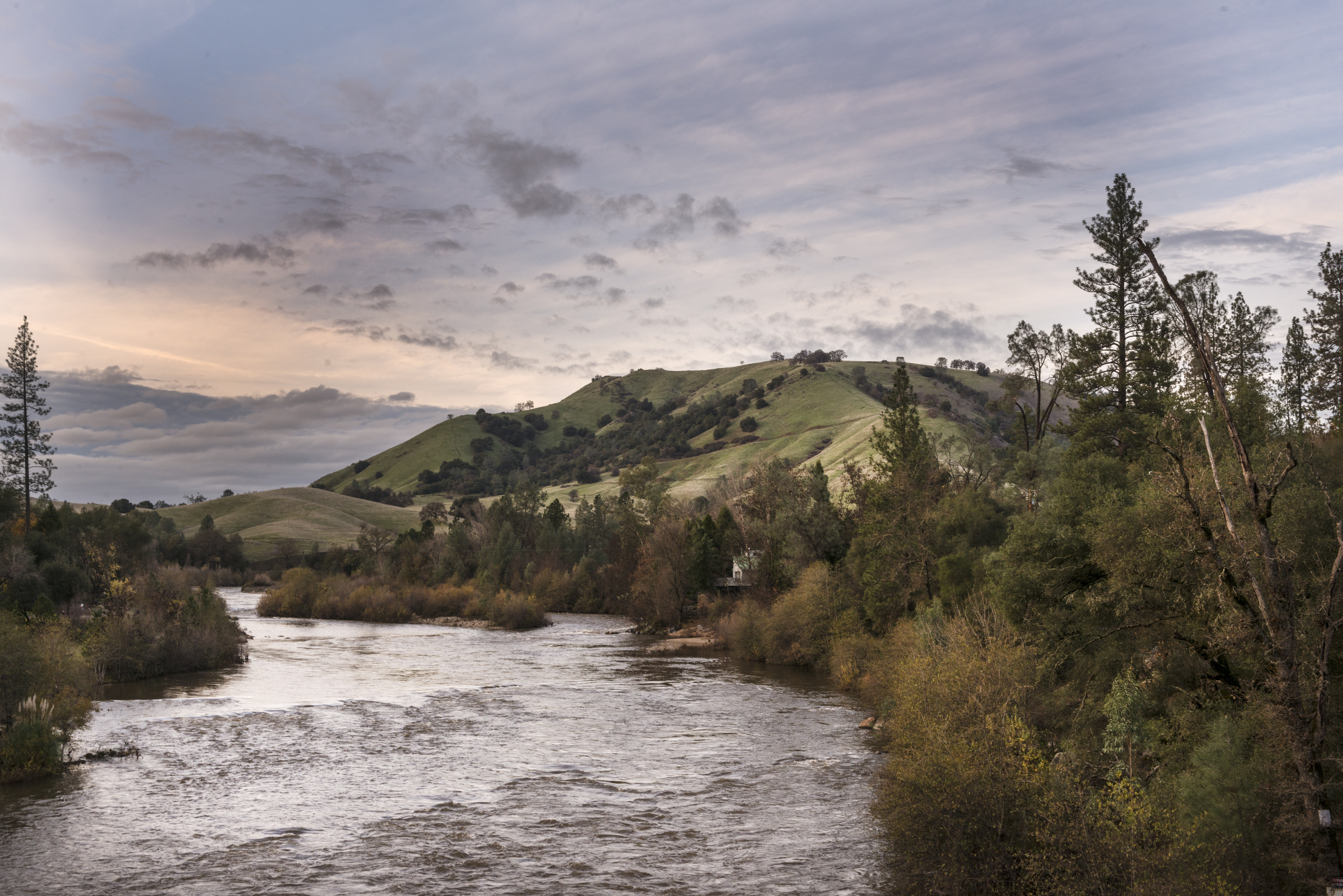

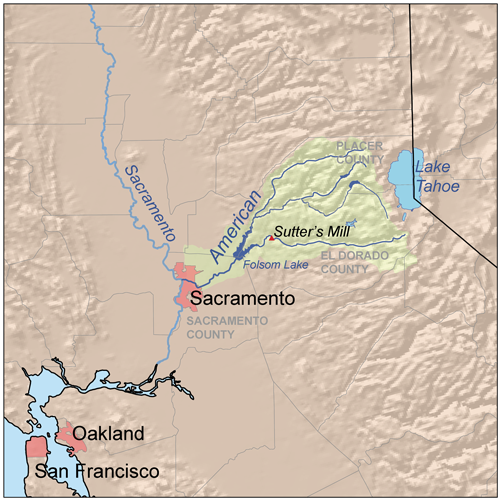

아메리칸강(American River, 1846년 이전 멕시코 통치기에는 Río de los Americanos로 불림)은 시에라네바다산맥에서 캘리포니아주 새크라멘토에 있는 새크라멘토강과 합류하는 캘리포니아의 관계 수로이다. 새크라멘토강이 계속 흘러 종래에는 샌프란시스코에서 샌프란시스코만을 거쳐 태평양으로 합류한다. 아메리칸강은 캘리포니아주 내부로만 흐르는 강이다.

## 같이 보기
- 제임스 W. 마셜
- 캘리포니아 골드 러시